# Saidu Bah Kamara
Saidu Bah Kamara (ur. 3 marca 2002 we Freetown) – sierraleoński piłkarz grający na pozycji defensywnego pomocnika. Od 2019 piłkarzem klubu Bo Rangers.

## Kariera piłkarska
Swoją piłkarską karierę Kamara rozpoczął w klubie East End Tigers FC, w którym zadebiutował w 2019 roku. W 2019 przeszedł do Bo Rangers. W sezonie 2021/2022 został z nim mistrzem kraju.

## Kariera reprezentacyjna
W 2022 roku Kamara został powołany do reprezentacji Sierra Leone  na Puchar Narodów Afryki 2021. Był na nim rezerwowym i nie rozegrał żadnego meczu. W kadrze narodowej zadebiutował 24 lipca 2022 w wygranym 2:0 meczu Mistrzostw Narodów Afryki 2022 z Republiką Zielonego Przylądka.